# Jonas Lukšas
Jonas Lukšas (* 1951) ist ein litauischer Schachspieler. Bei der 17. Meisterschaft von 1995 bis 1997 wurde er litauischer Meister im Fernschach. Seine höchste Fernschach-Elo-Zahl hatte er 1999 mit 2448. Von 1999 bis 2003 nahm Lukšas an der Halbfinale der 6. Europameisterschaft teil und belegte den 10. Platz mit der litauischen Mannschaft (Team 10) in der ersten Gruppe unter 11 Mannschaften. Er spielte am dritten Brett.
Lukšas lebt in Vilnius.